# Санба (тропічний шторм)
Тропічний шторм Санба (також відомий як тропічний шторм Басян) — тропічний циклон, що вирував над Філіппінами в січні 2018 року. Сформувався як тропічна депресія 8 січня 2018 року. Спочатку прямував на північ-північний схід, проте через зсув вітру почав рухатися у західному напрямку. Другий названий тропічний циклон у сезоні тихоокеанічних тайфунів 2018 року. Мав найнижчий атмосферний тиск у 1000 мбар (750 мм рт. ст.) та постійну швидкість вітру до 65 км/год. Після виходу на острів Мінданао швидко слаб та розсіявся 16 лютого над Південнокитайським морем.
Шторм приніс до Вісайї та острова Мінданао сильні дощі та паводки, від яких загинуло 14 осіб. Санба завдав збитків на суму понад ₱168 млн.

## Метеорологічна історія
7 лютого Об'єднаний центр попередження про тайфуни (JTWC) почав спостерігати за зоною низького тиску біля островів Чуук, а вже о 9:00 UTC дана система розвинулась до тропічної депресії 02W. 9 лютого інфрачервоні знімки JTWC показували розвинений центр циркуляції з низькою конвекцією. 11 лютого о 9:00 UTC був класифікований Метеорологічним управлінням Японії (JMA) як тропічний шторм Самба, що знаходився біля Каролінських островів та рухався на захід зі швидкість 30 км/год із центральним тиском у 1002 мбар та швидкістю вітру у 25 м/с (у центрі 18 м/с). 13 лютого Філіппінське управління атмосферних, геофізичних і астрономічних служб (PAGASA) іменував циклон локальною назвою як Басян. У цей же день вийшов на суші на острові Бохоль, Філіппіни. До кінця цього ж дня швидко ослаб та перетворився на тропічну депресію. 14 лютого ще раз вийшов на сушу на острові Мінданао та повністю розсіявся 16 лютого над Південнокитайським морем
JMA переглянув інформацію щодо циклону та змінив дані найнижчого атмосферного тиску з 1002 мбар до 1000 мбар.

## Підготовка та наслідки

### Мікронезія
Уранці 9 лютого Національна погодна служба на Гуамі видала штормове повідомлення, попереджуючи про прибережні хвилі висотою 2,4 — 3,3 м, для островів Фейс, Уліті, Яп, Нгулу в штаті Яп, Мікронезія. 10 лютого штормове попередження отримав Каянгел та Корор на острові Палау.

### Філіппіни
11 лютого PAGASA видав перше штормове попередження для східного узбережжя Мінданао та Дінагат, коли шторм знаходився у 1045 км від Гінатуан, Південне Сурігао. На наступний день для Вісайських островів та архіпелагу Куйо.
Санба приніс до південних Вісайї та північних Мінданао сильні дощі зі загальною кількістю опадів 200—300 мм, що призвели до зсувів ґрунту та паводків. Загинуло 14 осіб. За даними PAGASA загалом постраждало понад 250 000 осіб, було евакуйовано понад 37 000 осіб, пошкоджено понад 1700 споруд. Шторм завдав збитків на загальну суму ₱168 млн (близько ₴38 млн станом на лютий 2018 року).